# Nakatsu
Nakatsu (中津市, Nakatsu-shi) est une ville située de la préfecture d'Ōita, à Kyūshū au Japon.

## Géographie

### Situation
La ville de Nakatsu est située au nord-ouest de la préfecture d'Ōita, à la frontière avec la préfecture de Fukuoka. À l'est de Nakatsu se trouve la ville d'Usa, et au sud-ouest, la ville de Hita. Au nord-est se trouve la mer intérieure de Seto. La ville couvre une aire de 491,53 km2, dont 80 % de montagne. Il s'y trouve une large plaine agricole qui commence à l'embouchure du fleuve Yamakuni et se prolonge jusqu'au mont Ehiko.

### Municipalités limitrophes
| Buzen, Chikujō | Yoshitomi, Kōge | mer intérieure de Seto |
| Soeda, Miyako  | Nakatsu         | Usa                    |
| Hita           | Kusu            | Usa                    |

### Démographie
Au 15 mars 2022, la population de Nakatsu s'élevait à 82 789 habitants.

### Climat
Nakatsu a un climat subtropical humide avec des étés chauds et des hivers frais. Les précipitations sont importantes tout au long de l'année, mais un peu plus faibles en hiver.

## Histoire
- Zyosui Kuroda a construit le château originel de Nakatsu au sein du domaine de Nakatsu.
- Avril 1925 : le village d'Oe fusionne avec le village de Toyoda pour devenir le village de Nakatsu.
- Avril 1929 : le village d'Ogusu et le village de Nakatsu se joignent pour devenir la ville de Nakatsu.
- Août 1933 : fusion du village de Tsurui, d'Ōhata et de Josui avec la ville de Nakatsu.
- Avril 1951 : le village de Miho rejoint la ville de Nakatsu.
- Octobre 1954 : le village de Wada fusionne avec Nakatsu.
- Février 1955 : le village d'Imazu devient une partie de Nakatsu.
- 25 mars 2005 : le village de Sankō et les bourgs de Hon'yabakei, de Yabakei et de Yamakuni fusionnent avec Nakatsu.

## Culture locale et patrimoine

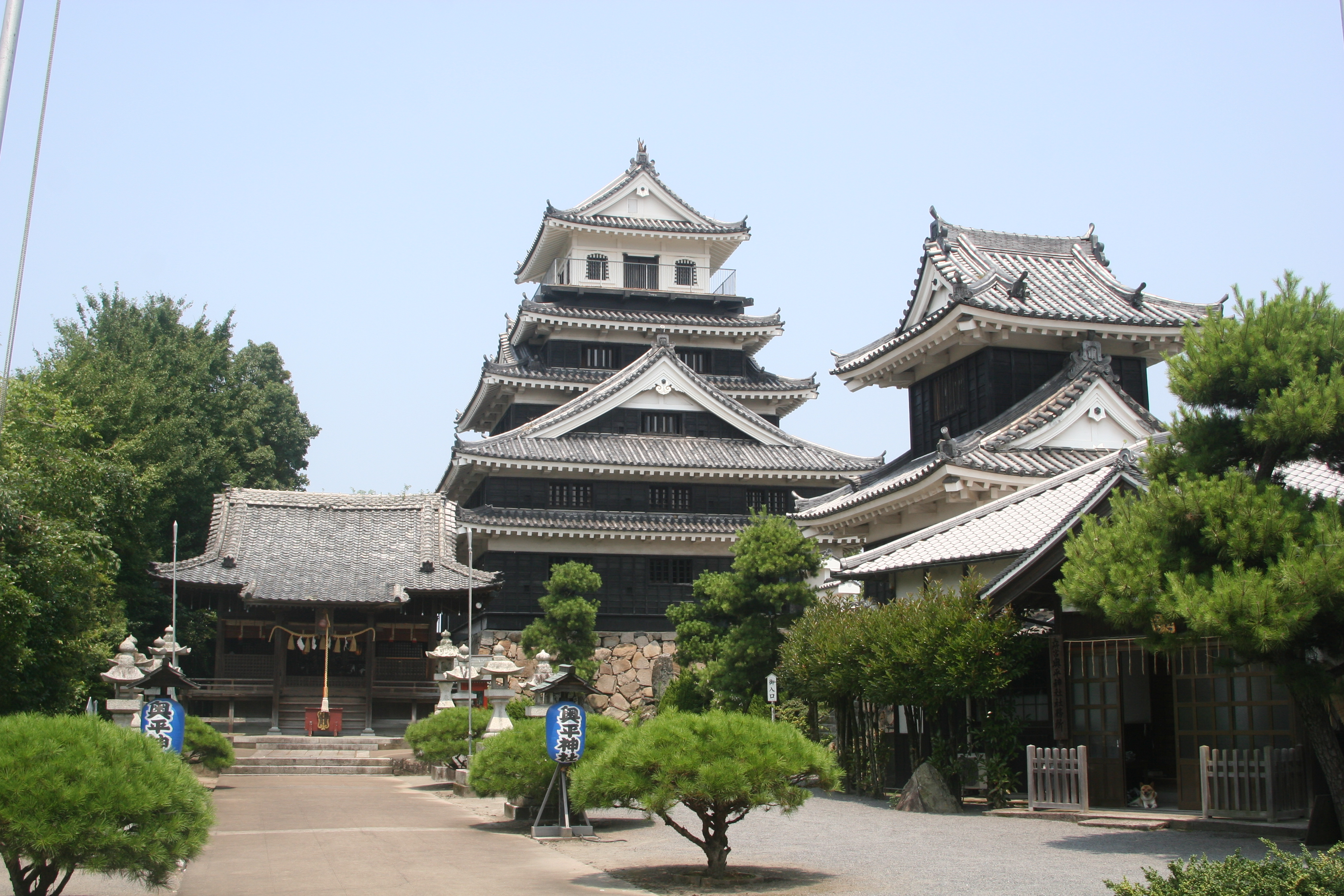
Château de Nakatsu.

Nakatsu possède un château qui est ouvert aux visiteurs. L'intérieur comporte un musée avec des armures de samouraïs, de vieilles cartes et des expositions sur le Rangaku (« Études hollandaises »), pour lequel la ville était un centre important pendant l'ère Edo. Il y a également un site panoramique au sommet du tenshu (donjon).
Les visiteurs peuvent également voir la résidence du plus célèbre membre du clan Okudaira de Nakatsu, Yukichi Fukuzawa. Elle est à proximité du château, à quinze minutes de marche de la gare de Nakatsu.
Le mont Hachimen était également le lieu d'un festival de musique populaire, Concert sur le rocher.

## Transports
Nakatsu est desservie par la ligne principale Nippō de la JR Kyushu. La gare de Nakatsu est la principale gare de la ville.

## Personnalités liées à la municipalité
- Fukuzawa Yukichi (1835-1901), auteur
- James Murdoch (1856-1921), journaliste écossais, a enseigné brièvement au lycée de Nakatsu.
- Yoshijirō Umezu (1882-1949), militaire
- Fuyumi Ono (née en 1960), écrivaine
- Risa Honda (née en 1971), chanteuse
- Mai Matsumuro (née en 1983), chanteuse